# Synacra giraudi
Synacra giraudi är en stekelart som först beskrevs av Jean-Jacques Kieffer 1910.  Synacra giraudi ingår i släktet Synacra, och familjen hyllhornsteklar. Arten är reproducerande i Sverige.